# Al-Xihr
al-Xihr (a vegades erròniament apareix com a al-Xir; alternativament al-Xehr i al-Xahr) (àrab: الشحر, ax-Xiḥr) és una ciutat del sud del Iemen, a la costa de la governació i regió de l'Hadramaut, on és un dels ports principals (al segle xix era el principal però fou suplantat per Mukalla); el port fou conegut tradicional pel comerç de l'encens; tota la regió fou coneguda com a Bilad al-Kundur (País de l'Encens). El comerç d'encens encara fou testimoniat per Niebuhr al segle xviii (1774). Hi ha diverses poblacions a l'entorn: al-Days, al-Hami, al-Rayda i Kasir o Kusayr. L'etimologia podria derivar de Xihra (banda estreta de terra), de Xahar al-ard (sòl salat) o dels Xahra, una antiga tribu de Mahra (el nom inicial hauria estat al-Xahr)
La població està rodejada de muralles en una badia arenosa a la que els vaixells no arriben i han d'ancorar fora, descarregant i carregant per mitjà de vaixells petits. La ciutat està partida pel uadi al-Misyal formant la part occidental coneguda per Majraf i la part oriental coneguda per al-Ramla. Hi ha diversos mercats com Suk al-Lakhman, Suk al-Humud, Suk Xibam i altres. La pesca és important. Al port a més d'encens s'exporta oli de peix. La zona posseeix ambre gris (conegut com a ambre Xihrí), si bé avui dia és poc important. A la costa hi ha diverses tombes que se suposa són de les víctimes dels portuguesos en els atacs a la ciutat al segle xvi i XVII; a causa d'aquests atacs molts hadramis locals van emigrar a l'Àfrica oriental on foren coneguts com els Xihiris (o Xihris).
Hauria estat sota domini dels ziyàdides de la Tihama (vers 818 a 981). Els Banu Man (Iemen), vassalls de la dinastia sulàyhida, hi van dominar al segle xi; el domini aiúbida i rasúlida (1228-1454) degué ser més o menys nominal; després van governar els tahírides del Iemen (dinastia que va governar allí del 1454 al 1517). El 1462 el sultà kathiri Badr ibn Tuwayrik es va apoderar d'al-Xihr expulsant d'allí als tahírides. Al segle xvi van aparèixer els portuguesos que la van anomenar Zaer o Xael. El port fou atacat diverses vegades i alguna d'elles saquejat.
Al segle xviii el poder kathiri es va esvair i el 1867 els quaiti, grup de la tribu yafi, dirigits per Umar ibn al-Awad que havia servit a l'Estat de Hyderabad a l'Índia, es van apoderar d'alguns territoris del sud de l'Hadramaut, de la costa fins a la vall del uadi Hadramaut (vers el 1830 s'havien apoderat ja d'alguns territoris, i el 1833 van adquirir la meitat de Xibam, empenyent als kathiri cap a Seiyun, i obrint el camí per establir-se a al-Xihr primer i després a al-Mukalla el 1880, a la costa, en poder de senyors locals). Va restar en mans del sultanat quaiti (que va agafar el nom de Xihr i Mukalla fins que després de 1950 fou rebatejat estat quaiti de l'Hadramaut), fins al 1967, quan els comunistes van prendre el poder i van posar fi al règim feudal monàrquic i van establir la república Popular del Iemen del Sud. Posteriorment el Iemen del Sud (que va canviar el seu nom) es va unificar amb el del Nord.